# Hans Preiskeit
Hans Preiskeit (Breslau, 26 de septiembre de 1920 - Rosenheim, 26 de junio de 1972) fue un ciclista alemán, profesional desde el 1946 hasta el 1956. Combinó tanto el ciclismo en pista como en ruta.

## Palmarés en ruta
- 1941
  - 1.º a la Vuelta a Colonia
- 1947
  - 1.º a la Rund um Berlin
- 1948
  - 1.º en la Berlín–Cottbus–Berlín
- 1954
  - Vencedor de una etapa en la Vuelta en los Países Bajos
- 1955
  - Campeón de Alemania en ruta 
  - Vencedor de una etapa en la Vuelta en Alemania
  - 1.º a la Vuelta a Colonia
  - 1.º a Krefeld

## Palmarés en pista
- 1939
  - Campeón de Alemania amateur de Persecución por equipos
- 1940
  - Campeón de Alemania amateur de Persecución por equipos
- 1941
  - Campeón de Alemania amateur de Persecución por equipos
- 1947
  - Campeón de Alemania de Madison (con Rudi Mirke)
- 1953
  - 1.º a los Seis días de Hannover (con Oscar Plattner)
- 1954
  - Campeón de Alemania de Madison (con Ludwig Hörmann)
  - 1.º a los Seis días de Múnich (con Ludwig Hörmann)
  - 1.º a los Seis días de Münster (con Ludwig Hörmann)